# تپه دوچغا ۲
تپه دوچغا ۲ مربوط به هزاره ۱- دوره ساسانیان است و در شهرستان هرسین، بخش بیستون، روستای شیزر واقع شده و این اثر در تاریخ ۳۰ تیر ۱۳۸۴ با شمارهٔ ثبت ۱۲۱۸۶ به‌عنوان یکی از آثار ملی ایران به ثبت رسیده است.